# Пам'ятки історії Краснокутського району
У Краснокутському районі Харківської області на обліку перебуває 61 пам'ятка історії.
| № п/п | Охоронний номер пам’ятки | Місце знаходження, (адреса) пам’ятки                      | Найменування пам’ятки | Автор, дослідник пам’ятки.Дата відкриття        | Матеріал, з якого виготовлений пам’ятник. Основні розміри             | Категорія охорони пам’ятки | Номер і дата рішення державних органів про взяття пам’ятки під охорону | Охоронна зона |
| ----- | ------------------------ | --------------------------------------------------------- | --- | ----------------------------------------------- | --------------------------------------------------------------------- | -------------------------- | ---------------------------------------------------------------------- | --- |
| 1.    | 2582                     | смт. Краснокутськ, біля ПК                                | Пам'ятний знак на честь 50-річчя першого випуску колишнього Краснокутського авіаційного технікуму 1931 р.                        | Федосієнко В. Ф., Степанов В. Г. 1981 р.        | Літак на бетонному постаменті 8,0х4,0х3,0 м                           | Місцева                    | № 975 від 18.09.97р.                                                   | 25 м. Розпорядження ХОДА № 975 від 18.09.97р. |
| 2.    | 1089                     | смт. Краснокутськ, вул. Леніна                            | Братська могила радянських воїнів. Пам'ятні знаки Героям Радянського Союзу. Поховано 75 воїнів. Меморіал. 1943 р., 1941–1943 рр. | Харківська скульптурна фабрика 1977 р.          | Пілони — 3,5 м, з/б Стели — 1,9×0,9 м, граніт                         | -<<-                       | № 61 від 25.01.72р.                                                    | 25 м (Наказ правління культури і туризму від 10.09.09. № 234)                                                                                      |
| 3.    | 1090                     | смт. Краснокутськ                                         | Братська могила радянських воїнів. Поховано 300 воїнів. 1943 р.                                                                  | Харківська скульптурна фабрика 1968 р.          | Скульптура — 3,0 м, з/б Постамент — 1,6 м, цегла, цемент              | Місцева                    | № 61 від 25.01.72р.                                                    | 25 м (Наказ правління культури і туризму від 10.09.09. № 234)                                                                                      |
| 4.    | 1091                     | -<<-                                                      | Братська могила радянських воїнів. 1943 р.                                                                                       | Харківська скульптурна фабрика 1964 р.          | Скульптура — 2,5 м, з/б Постамент — 3,0 м, цегла, цемент              | -<<-                       | -<<-                                                                   | 25 м (Наказ правління культури і туризму від 10.09.09. № 234)                                                                                      |
| 5.    | 2585                     | смт. Краснокутськ, вул. Е. Тельмана                       | Каразінський дендрологічний парк. кін. XVIII-поч. XIX ст.                                                                        | Каразін І. Н.                                   | 46 га, 350 видів дерев                                                | -<<-                       | № 975 від 18.09.97р.                                                   | 10 м. Розпорядження ХОДА № 975 від 18.09.97р ЗУ «Про перелік пам'яток культ. спадщини, що не підлягають приватизації» № 574-VI від 23.09.08 р.\|\| |
| 6.    |                          | -<<- на території дендрологічного парку                   | Могила І. Н. Каразіна, засновника дендрологічного парку, брата В. Н. Каразіна. XIX ст.                                           | Черкаско В. В., зав. відділу ОКЗ «ХНМЦОКС»      | граніт, бронза, надгробок 3,65×4,18 м.                                | -<<-                       | Наказ УК ХОДА № 25 від 02.03.05 р.                                     | Наказ УКТ ХОДА № 394 від 20.12.06.\|\| |
| 7.    |                          | -<<-                                                      | Могила І. І. Каразіна, продовжувача справи І. Н. Каразіна. XIX ст.                                                               | Черкаско В. В., зав. відділу ОКЗ «ХНМЦОКС»      | граніт, бронза, надгробок 4,15×3,52 м.                                | -<<-                       | Наказ УК ХОДА № 25 від 02.03.05 р.                                     | Наказ УКТ ХОДА № 394 від 20.12.06.\|\| |
| 8.    | 1093                     | смт. Краснокутськ                                         | Братська могила радянсь-ких воїнів. 1943 р.                                                                                      | Харківська скульптурна фабрика 1967 р.          | Скульптура — 2,5 м, з/б Постамент — 3,0 м, цегла, цемент              | -<<-                       | № 61 від 25.01.72р.                                                    | 25 м (Наказ правління культури і туризму від 10.09.09. № 234)                                                                                      |
| 9.    | 1131                     | -<<-, вул. Леніна                                         | Пам'ятник Марксу К. | Скульпт. Білостоцький.1955 р.                   | Скульптура — 2,5 м, з/б Постамент — 1,6 м, цегла, цемент              | -<<-                       | -<<-                                                                   | |
|       |                          |                                                           | |                                                 |                                                                       |                            |                                                                        | |
| 11.   | 1138                     | смт. Краснокутськ, вул. К. Маркса                         | Пам'ятник Марксу К. | Харківська скульптурна фабрика 1952 р.          | Бюст — 1,0 м, гіпс Постамент — 2,2 м, цегла, цемент                   | -<<-                       | -<<-                                                                   | |
|       |                          |                                                           | |                                                 |                                                                       |                            |                                                                        | |
| 13.   | 1137                     | смт. Краснокутськ, вул. Тельмана                          | Могила Панічкіна, капітана. 1943 р.                                                                                              | Харківська скульптурна фабрика 1966 р.          | Скульптура — 3,5 м, з/б Постамент — 1,5 м, цегла, цемент              | -<<-                       | -<<-                                                                   | |
| 14.   |                          | смт. Краснокутськ, кладовище                              | Могила М. О. Баранова, Героя Соц. Праці                                                                                          | 1999 р.                                         | Мармур                                                                | Місцева                    | Наказ УК ХОДА № 25 від 02.03.05 р.                                     | |
|       |                          |                                                           | |                                                 |                                                                       |                            |                                                                        | |
| 16.   | 1093                     | сел. Володимирівка Мурафської с/р                         | Братська могила радянських воїнів. Поховано 9 воїнів. 1943 р.                                                                    | Харківська скульптурна фабрика 1967 р.          | Скульптура — 2,5 м, з/б Постамент — 3,0 м, цегла, цемент              | -<<-                       | -<<-                                                                   | 25 м (Наказ правління культури і туризму від 10.09.09. № 234)                                                                                      |
| 17.   | 1140                     | -<<-                                                      | Пам'ятник Маяковському В. В., російському поету                                                                                  | Харківська скульптурна фабрика 1957 р.          | Бюст — 0,8 м, з/б Постамент — 1,2 м, цегла, цемент                    | -<<-                       | -<<-                                                                   | |
| 18.   | 1139                     | -<<-                                                      | Пам'ятник Павлову | Харківська скульптурна фабрика 1957 р.          | Бюст — 0,8 м, з/бПостамент — 1,2 м, цегла, цемент                     | -<<-                       | -<<-                                                                   | |
| 19.   | 1094                     | с. В'язова В'язівської с/р                                | Братська могила радянських активістів і радянських воїнів. Поховано 48 воїнів.1920 р., 1943 р.                                   | Харківська скульптурна фабрика 1963 р.          | Скульптура — 2,5 м, з/б Постамент — 2,5 м, цегла, цемент              | -<<-                       | -<<-                                                                   | 25 м (Наказ правління культури і туризму від 10.09.09. № 234)                                                                                      |
| 20.   | 2581                     | -<<-, кладовище                                           | Могила Погорєлова І. Ф. — Героя Радянського Союзу. 1981 р.                                                                       | Харківська скульптурна фабрика 1982 р., 1996 р. | Стела — 1,2х0,6х0,5 м, граніт                                         | -<<-                       | № 975 від 18.09.97р.                                                   | 1 м. Розпорядження ХОДА № 975 від 18.09.97р |
| 21.   | 1088                     | с. Городнє Козіївської с/р                                | Місце бою російських військ із шведськими. 1709 р.                                                                               | 1967 р.                                         | Обеліск — 2,5х1,0х0,8 м, Постамент — 1,5х0,5х0,5 м, цегла             | -<<-                       | № 61 від 25.01.72р.                                                    | |
| 22.   | 1095                     | -<<-                                                      | Братська могила радянських воїнів і пам'ятник воїнам-односельцям. Поховано 84 воїна. 1943 р. 1941–1945 рр.                       | Харківська скульптурна фабрика 1967 р.          | Скульптура — 2,5 м, з/б Постамент — 4,5 м, цегла, цемент              | -<<-                       | -<<-                                                                   | 25 м (Наказ правління культури і туризму від 10.09.09. № 234)                                                                                      |
| 23.   | 1096                     | сел. Дублянка Олексіївської с/р                           | Братська могила радянських воїнів і партизанів. Поховано 84 воїна. 1943 р.                                                       | Харківська скульптурна фабрика 1954 р.          | Скульптура — 2,5 м, з/б Постамент — 4,0 м, цегла, цемент              | -<<-                       | -<<-                                                                   | 25 м (Наказ правління культури і туризму від 10.09.09. № 234)                                                                                      |
| 24.   | 1097                     | с. Каплунівка Каплунівської с/р                           | Братська могила радянських воїнів. Поховано 159 воїнів. 1943 р.                                                                  | Харківська скульптурна фабрика 1965 р.          | Скульптура — 2,5 м, з/б Постамент — 3,0 м, цегла, цемент              | -<<-                       | -<<-                                                                   | 25 м (Наказ правління культури і туризму від 10.09.09. № 234)                                                                                      |
| 25.   | 1705                     | -<<-                                                      | Могила Нестеренка Д. В., комсомольця. 1931 р.                                                                                    | 1951 р.                                         | Стела — 1,3х1,0х0,2 м, цегла, цемент                                  | -<<-                       | № 13 від 12.01.81р.                                                    | |
| 26.   | 1128                     | -<<-                                                      | Могила Морозова В. Б., полковника. 1943 р.                                                                                       | Харківська скульптурна фабрика 1949 р.          | Обеліск 3,0 м, граніт                                                 | -<<-                       | № 61 від 25.01.72р.                                                    | |
| 27.   | 1706                     | -<<-                                                      | Пам'ятний знак Нестеренку І. М., Герою Радянського Союзу. 1943 р.                                                                | Харківська скульптурна фабрика 1975 р.          | Стела — 1,8х0,3х0,4 м, граніт                                         | -<<-                       | -<<-                                                                   | |
| 28.   | 1096                     | с. Карайкозівка Качалівської с/р                          | Братська могила радянських воїнів і партизанів. Поховано 68 воїнів. 1941 р., 1942 р., 1943 р.                                    | Харківська скульптурна фабрика 1965 р.          | Скульптура — 3,0 м, з/б Постамент — 3,0 м, цегла, цемент              | -<<-                       | -<<-                                                                   | 25 м (Наказ правління культури і туризму від 10.09.09. № 234)                                                                                      |
| 29.   | 1099                     | с. Качалівка Качалівської с/р                             | Братська могила радянських воїнів. Поховано 71 воїн. 1943 р.                                                                     | Харківська скульптурна фабрика 1959 р.          | Скульптура — 3,5 м, з/б Постамент — 1,5 м, цегла, цемент              | -<<-                       | -<<-                                                                   | 25 м (Наказ правління культури і туризму від 10.09.09. № 234)                                                                                      |
| 30.   | 1100                     | с. Китченківка Китченківської с/р                         | Братська могила радянських воїнів. Поховано 110 воїнів. 1943 р.                                                                  | Харківська скульптурна фабрика 1958 р.          | Скульптура — 2,5 м, з/б Постамент — 2,0 м, цегла, цемент              | -<<-                       | -<<-                                                                   | 25 м (Наказ правління культури і туризму від 10.09.09. № 234)                                                                                      |
| 31.   | 1101                     | с. Ковалівка Рябоконівської с/р                           | Братська могила радянських воїнів і партизанів. Похований 191 воїн. 1941 р., 1943 р.                                             | Харківська скульптурна фабрика 1962 р.          | Скульптура — 2,5 м, з/б Постамент — 3,0 м, цегла, цемент              | Місцева                    | № 61 від 25.01.72р.                                                    | 25 м (Наказ правління культури і туризму від 10.09.09. № 234)                                                                                      |
| 32.   | 1102                     | с. Козіївка Козіївської с/р                               | Братська могила радянських активістів і радянських воїнів. Поховано 429 воїнів. 1921 р., 1943 р.                                 | Харківська скульптурна фабрика 1954 р.          | Скульптура — 2,5 м, з/б Постамент — 1,2 м, цегла, цемент              | -<<-                       | -<<-                                                                   | 25 м (Наказ правління культури і туризму від 10.09.09. № 234)                                                                                      |
| 33.   | 1103                     | -<<- , (колишнє с. Нова Одеса)                            | Братська могила радянських воїнів. Поховано 62 воїни. 1943 р.                                                                    | Харківська скульптурна фабрика 1967 р.          | Скульптура — 2,5 м, з\б Постамент — 2,9 м, цегла, цемент              | -<<-                       | -<<-                                                                   | 25 м (Наказ правління культури і туризму від 10.09.09. № 234)                                                                                      |
|       |                          |                                                           | |                                                 |                                                                       |                            |                                                                        | |
| 35.   | 1104                     | с. Колонтаїв Колонтаївської с/р                           | Братська могила радянських воїнів. Поховано 1009 воїнів. 1941 р., 1943 р.                                                        | Харківська скульптурна фабрика 1960 р.          | Скульптура — 3,0 м, з/б Постамент — 2,4 м, цегла, цемент              | -<<-                       | -<<-                                                                   | 25 м (Наказ правління культури і туризму від 10.09.09. № 234)                                                                                      |
| 36.   | 1129                     | -<<-                                                      | Могила Сербінової Є. Я. — лікаря. 1969 р.                                                                                        | Харківська скульптурна фабрика 1973 р.          | Стела — 1,8х0,7х0,25 м, з/б                                           | -<<-                       | -<<-                                                                   | |
| 37.   | 1105                     | сел. Комсомольське Китченківської с/р                     | Братська могила радянських воїнів. Поховано 50 воїнів. 1943 р.                                                                   | Харківська скульптурна фабрика 1963 р.          | Скульптура — 2,5 м, з/б Постамент — 3,0 м, цегла, цемент              | -<<-                       | -<<-                                                                   | 25 м (Наказ правління культури і туризму від 10.09.09. № 234)                                                                                      |
| 38.   | 1106                     | смт. Костянтинівка Костянтинівської с\р                   | Братська могила радянсь-ких воїнів. Поховано 175 воїнів. 1943 р.                                                                 | Харківська скульптурна фабрика 1980 р.          | Скульптура — 4,5 м, мармурова кришка Постамент — 0,5 м, цегла, цемент | -<<-                       | -<<-                                                                   | 25 м (Наказ правління культури і туризму від 10.09.09. № 234)                                                                                      |
| 39.   | 1107                     | с. Котелевка Колонтаївської с/р                           | Братська могила радянських воїнів. Поховано 665 воїнів. 1941 р., 1943 р.                                                         | Харківська скульптурна фабрика 1960 р.          | Скульптура — 2,5 м, з/б Постамент — 2,5 м, цегла, цемент              | -<<-                       | -<<-                                                                   | 25 м (Наказ правління культури і туризму від 10.09.09. № 234)                                                                                      |
| 40.   | 1108                     | с. Любівка Любівської с/р                                 | Братська могила радянських воїнів і пам'ятний знак воїнам-односельцям. Поховано 300 воїн. 1941 р., 1943 р., 1941–1945 рр.        | Харківська скульптурна фабрика 1965 р.          | Скульптура — 3,5 м, з/б Постамент — 1,3 м, цегла, цемент              | -<<-                       | -<<-                                                                   | 25 м (Наказ правління культури і туризму від 10.09.09. № 234)                                                                                      |
| 41.   | 1109                     | с. Мирне Мурафської с/р                                   | Братська могила радянських воїнів. Поховано 26 воїнів. 1943 р.                                                                   | Харківська скульптурна фабрика 1957 р.          | Скульптура — 2,5 м, з/б Постамент — 2,7 м, цегла, цемент              | -<<-                       | -<<-                                                                   | 25 м (Наказ правління культури і туризму від 10.09.09. № 234)                                                                                      |
| 42.   | 1704                     | с. Мурафа Мурафської с/р                                  | Братська могила сільських активістів. 1921 р., 1931 р., 1934 р.                                                                  | 1973 р.                                         | Обеліск — 1,5 м, метал                                                | -<<-                       | № 13 від 12.01.81р.                                                    | |
| 43.   | 1110                     | -<<-, вул. Леніна                                         | Братська могила радянських воїнів. Поховано 59 воїнів. 1941 р., 1943 р.                                                          | Харківська скульптурна фабрика 1957 р.          | Скульптура — 2,5 м, з/б Постамент — 4,0 м, цегла, цемент              | -<<-                       | № 61 від 25.01.72р.                                                    | 25 м (Наказ правління культури і туризму від 10.09.09. № 234)                                                                                      |
| 44.   | 1111                     | -<<-                                                      | Братська могила радянських воїнів і партизанів. Поховано 162 воїни.1943 р.                                                       | Харківська скульптурна фабрика 1959 р.          | Скульптура — 3,5 м, з/б Постамент — 5,0 м, цегла, цемент              | -<<-                       | -<<-                                                                   | 25 м (Наказ правління культури і туризму від 10.09.09. № 234)                                                                                      |
|       |                          |                                                           | |                                                 |                                                                       |                            |                                                                        | |
| 46.   | 2583                     | -<<-,біля школи                                           | Пам'ятний знак Железному С. А. — Герою Радянського Союзу                                                                         | Харківська скульптурна фабрика 1975 р.          | Стела — 1,3х0,3х0,4 м, граніт                                         | -<<-                       | № 975 від 18.09.97р.                                                   | 5 м. Розпорядження ХОДА № 975 від 18.09.97р |
| 47.   | 1113                     | сел. Оленівське Мурафської с/р                            | Братська могила радянських воїнів. Поховано 15 воїнів. 1943 р.                                                                   | Харківська скульптурна фабрика 1965 р.          | Скульптура — 3,5 м, з/б Постамент — 3,0 м, цегла, цемент              | Місцева                    | № 61 від 25.01.72р.                                                    | 25 м (Наказ правління культури і туризму від 10.09.09. № 234)                                                                                      |
| 48.   | 1112                     | с. Олексіївка Олексіївської с/р                           | Братська могила радянських воїнів. Поховано 165 воїнів. 1943 р.                                                                  | Скульпт. Сова Д. Г. 1953 р.                     | Скульптура — 2,5 м, з/бПостамент — 3,5 м, цегла                       | -<<-                       | -<<-                                                                   | |
| 49.   | 1114                     | сел. Павлівка Пархомівської с/р                           | Братська могила радянських воїнів. Поховано 23 воїни. 1943 р.                                                                    | Харківська скульптурна фабрика 1967 р.          | Скульптура — 3,5 м, з/б Постамент — 3,5 м, цегла, цемент              | -<<-                       | -<<-                                                                   | 25 м (Наказ правління культури і туризму від 10.09.09. № 234)                                                                                      |
| 50.   | 1115                     | с. Пархомівка Пархомівської с/р                           | Братська могила радянських воїнів і партизанів. Поховано 295 воїнів. 1943 р.                                                     | Харківська скульптурна фабрика 1950 р.          | Скульптура — 3,5 м, з/б Постамент — 4,0 м, цегла, цемент              | -<<-                       | -<<-                                                                   | 25 м (Наказ правління культури і туризму від 10.09.09. № 234)                                                                                      |
| 51.   | 1116                     | -<<-                                                      | Братська могила радянських воїнів. Поховано 449 воїнів. 1943 р.                                                                  | Харківська скульптурна фабрика 1967 р.          | Скульптура — 3,0 м, з/б Постамент — 2,0 м, цегла, цемент              | -<<-                       | -<<-                                                                   | 25 м (Наказ правління культури і туризму від 10.09.09. № 234)                                                                                      |
| 52.   | 1117                     | -<<-                                                      | Братська могила радянських воїнів. Поховано 44 воїнів. 1941 р., 1943 р.                                                          | Харківська скульптурна фабрика 1957 р.          | Скульптура — 2,5 м, з/б Постамент — 3,5 м, цегла, цемент              | -<<-                       | -<<-                                                                   | 25 м (Наказ правління культури і туризму від 10.09.09. № 234)                                                                                      |
| 53.   | 1130                     | -<<-, кладовище                                           | Могила Муковоза В., піонера. 1941 р.                                                                                             | Харківська скульптурна фабрика 1965 р.          | Обеліск — 1,5 м, метал                                                | -<<-                       | -<<-                                                                   | |
| 54.   | 1119                     | сел. Піонерське Пархомівської с/р                         | Братська могила радянських воїнів. Поховано 37 воїнів. 1943 р.                                                                   | Харківська скульптурна фабрика 1967 р.          | Скульптура — 3,5 м, з/б Постамент — 3,5 м, цегла, цемент              | -<<-                       | -<<-                                                                   | 25 м (Наказ правління культури і туризму від 10.09.09. № 234)                                                                                      |
| 55.   | 1121                     | сел. Прогрес Олексіївської с/р                            | Братська могила радянських воїнів. Поховано 87 воїнів. 1943 р.                                                                   | Харківська скульптурна фабрика 1957 р.          | Скульптура — 2,5 м, з/б Постамент — 4,0 м, цегла, цемент              | -<<-                       | -<<-                                                                   | 25 м (Наказ правління культури і туризму від 10.09.09. № 234)                                                                                      |
| 56.   | 1122                     | с. Слобідка Рябоконівської с/р                            | Братська могила радянських воїнів і партизанів. Поховано 347 воїнів. 1941 р., 1943 р.                                            | Харківська скульптурна фабрика 1964 р.          | Скульптура — 2,5 м, з/б Постамент — 3,5 м, цегла, цемент              | -<<-                       | -<<-                                                                   | 25 м (Наказ правління культури і туризму від 10.09.09. № 234)                                                                                      |
| 57.   | 2584                     | с. Степанівка Краснокутської сел/р, біля братської могили | Пам'ятний знак Бабаченку В. Ф. — Герою Радянського Союзу.                                                                        | 1975 р.                                         | Стела — 1,3х0,4х0,3 м, граніт                                         | -<<-                       | № 975 від 18.09.97р.                                                   | 2 м. Розпорядження ХОДА № 975 від 18.09.97р |
| 58.   | 1123                     | с. Степанівка Краснокутської сел/р                        | Братська могила радянських воїнів. Поховано 90 воїнів. 1943 р.                                                                   | Харківська скульптурна фабрика 1963 р.          | Скульптура — 2,5 м, з/б Постамент — 4,0 м, цегла, цемент              | -<<-                       | № 61 від 25.01.72р.                                                    | 25 м (Наказ правління культури і туризму від 10.09.09. № 234)                                                                                      |
| 59.   |                          | с. Червоний Прапор                                        | Братська могила радянських воїнів. 1943 р.                                                                                       | 2002 р.                                         | Залізобетон, цегла                                                    | -<<-                       | Наказ УК ХОДА № 25 від 02.03.05 р.                                     | |
| 60.   | 1124                     | с. Чернещина Краснокутської сел/р                         | Братська могила радянських воїнів. Поховано 161 воїн. 1943 р.                                                                    | Харківська скульптурна фабрика 1954 р.          | Скульптура — 2,5 м, з/б Постамент — 3,0 м, цегла, цемент              | -<<-                       | № 61 від 25.01.72р.                                                    | 25 м (Наказ правління культури і туризму від 10.09.09. № 234)                                                                                      |
| 61.   | 1125                     | с. Шевченкове Качалівської с/р                            | Братська могила радянських воїнів. Поховано 28 воїнів. 1943 р.                                                                   | Харківська скульптурна фабрика 1965 р.          | Скульптура — 2,5 м, з/б Постамент — 2,5 м, цегла, цемент              | -<<-                       | -<<-                                                                   | 25 м (Наказ правління культури і туризму від 10.09.09. № 234)                                                                                      |
|       |                          |                                                           | |                                                 |                                                                       |                            |                                                                        | |

## Джерело
Лист Харківської Облдержадміністрації на запит ВМ УА від 28 березня 2012. Файли доступні на сайті конкурсу WLM [Архівовано 26 березня 2018 у Wayback Machine.].